# 李易修
李 易修 (リー・イーシュウ；1988年6月10日 - ）は、「HistoryBro」（中国語：歷史哥）として知られる、台湾泛藍連盟の政治活動家である。